# Curent electric pulsator

Curentul electric pulsator

Curentul electric pulsator este o formă de curent electric continuu variabil sau fluctuant în timp. Este produs de exemplu de redresoare.